# Joža Vovk
Joža Vovk, slovenski rimskokatoliški duhovnik, književnik in prevajalec,  * 17. februar 1911, Češnjica pri Kropi, † 17. februar 1957, Zgornje Jezersko, pokopan na Ovsišah pri Podnartu.

## Živjenje in delo
Rodil se je očetu kmetu Janezu in materi Luciji (rojeni Šolar). Vovk je v letih 1931−1936 v Ljubljani študiral bogoslovje in bil 1936 posvečen v duhovnika. Bil je kaplan na Dobrovi (1936–1937) in v Kranju (1937–1941), po izgnanstvu v Srbijo ob okupaciji pa 1941 med slovenskimi izseljenci v Kragujevcu (1941–1942), Beogradu (1942–1945) in Zaječarju (maj–junij 1945), ponovno v Kranju (1945–1951) in nato župnik na Jezerskem in hkrati župni upravitelj v Kokri. V beograjski cerkvi vnebovzetja blažene Device Marije je med vojno skupaj z Gregorjem Zafošnikom vodil slovenski cerkveni pevski zbor.
Prve pesmi je objavljal v dijaškem rokopisnem listu Domače vaje (1928–1931), med vojno v slovenskem verskem tisku v Srbiji (npr. v Cerkvenem zvonu, Kragujevac 1945) in v zbirki Izgnanci (Beograd, 1945), po osvoboditvi pa največ v Novi poti (od 1951) in Koledarju Mohorjeve družbe. Nekaj njegovih pesmi sta uglasbila F. Rapotec in M. Tomc.
Kot pripovednik je od 1932 pisal humoreske v različne liste (Domoljub, Gorenjec, Naša moč), izbor v knjigi Zaplankarji (1941, samozal., ilustr. H. Smrekar); črtice, mdr. Jernej z Bogom (1934), Srečanja z nadčlovekom (Nova pot 1951), Begunec (1955), Čudni časi (1956), vse tri pripovedujejo o doživetjih v izgnanstvu, Pesem se je vrnila (1949), Šopek nageljnov (1955), obe o vojnih dogodkih; večerniško povest Ranjena gruda (Nova pot 1952, samo uvodno poglavje; o fužinarstvu pod Jelovico). Za mladino je napisal zgodbo Grogec (1932) in črtice Naš Buček (1943, 1972, 1979). Proza je napisana v duhu Finžgarja in mohorsko-večerniške literature z motivi iz življenja malega kmečkega človeka in ljudskega pripovedovanja (legende, folklora, cerkveno leto, pravljice) ter ima družbeno ali vzgojno poanto.
Za gledališče Katoliškega prosvetnega doma v Kranju je v duhu ljudskega igranja, kakor ga je širil N. Kuret, prevedel iz nemščine igri  M. Salamona, Vrata (1934) in F. Herwiga, Velikonočna igra (1935), za Prešernovo gledališče v Kranju de Vegovi komediji, Prebrisana norica (upriz. 1948) in Ljubavni vozel (upriz. 1954), za Dramo SNG v Ljubljani pa Calderonovo Dama škrat (upriz. 1949). Iz latinščine je prevedel zbirko psalmov, slavospevov in cerkvenih himn.